# Opera a drama

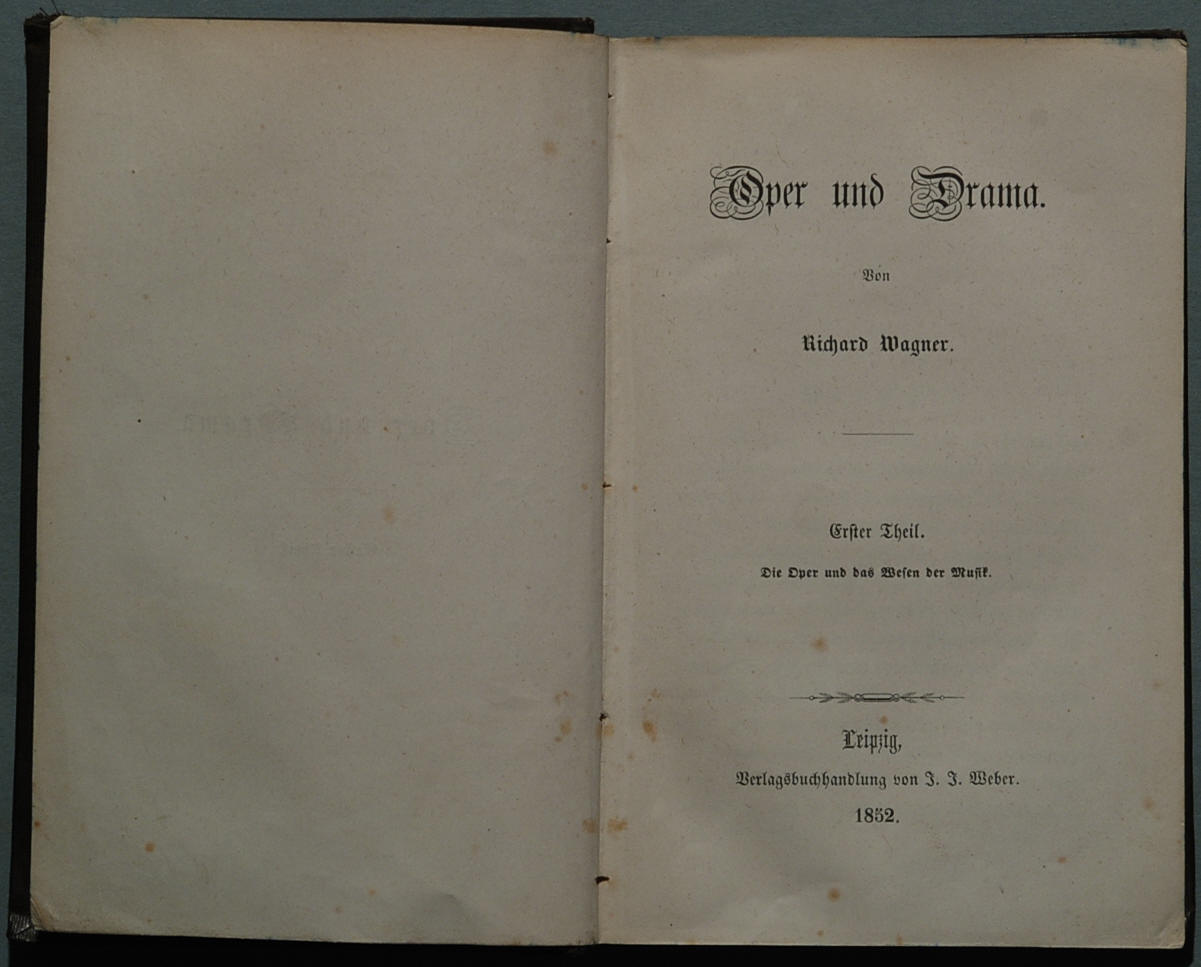
Titulní list prvního tisku

Opera a drama (německy Oper und Drama) je významné hudebně estetické dílo Richarda Wagnera, které napsal od září 1850 do února 1851 v exilu v Curychu a ve kterém rozebral svou představu o tehdejším stavu hudby a opery a o její reformě směřující k hudebnímu dílu budoucnosti (Gesamtkunstwerku). Wagner v knize mimo jiné rozebírá svou teorii příznačných hudebních motivů (leitmotivů).
Kniha poprvé vyšla v roce 1852, později ji Wagner vydal jako třetí a čtvrtý svazek svých sebraných spisů.

## Pozadí
V roce 1848 se Wagner osobně zapojil do revolučního hnutí. Tehdy ho ovlivnili zejména Michail Alexandrovič Bakunin nebo Ludwig Feuerbach. Kvůli své angažovanosti musel opustit Drážďany a uchýlit se do Curychu. I tam ale nadále věřil, že jsou nezbytné sociální i umělecké reformy. Proklamoval to ve svých spisech, ve kterých se spojovaly politické názory s hudebně estetickými.
Ve svých předchozích spisech Umění a revoluce a Umělecké dílo budoucnosti Wagner popsal krizi umění a zkoumal cesty k nalezení ideální umělecké formy, které označil spojené umělecké dílo (Gesamtkunstwerk). Ústřední postavení v tomto hledání dostala Wagnerova představa sjednocení hudby a dramatu, pro které se později vžilo označení hudební drama.
O první vydání knihy v Lipsku v roce 1852 v nakladatelství J. J. Webera se zasloužil skladatel a houslista Theodor Uhlig.

## Obsah
Wagner spis rozdělil do tří částí:
- Opera a podstata hudby

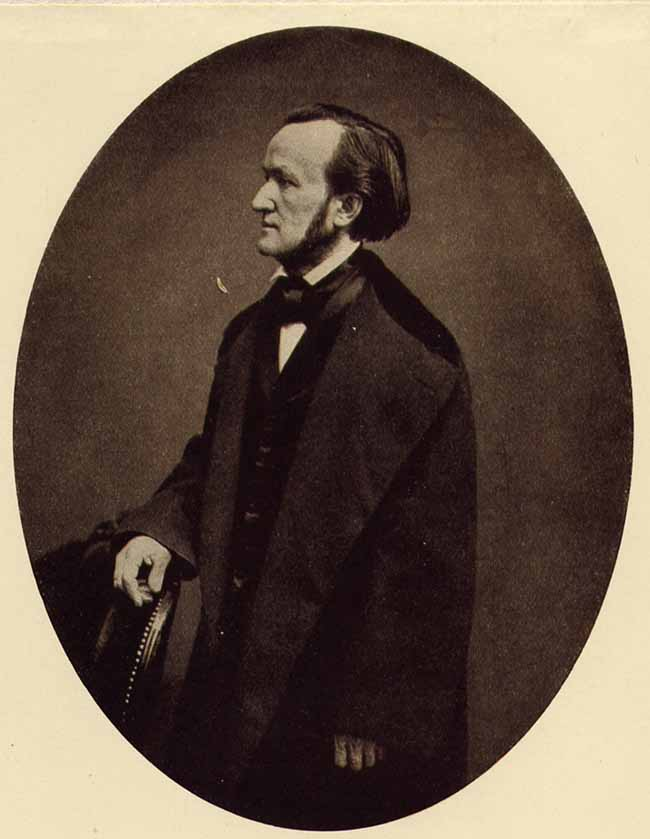
Richard Wagner kolem roku 1860

- Divadelní hra a podstata dramatického básnictví
- Básnictví a hudba v dramatu budoucnosti

V první části vychází z myšlenky, že opera opustila dramatičnost a vydala se, zejména zásluhou Rossiniho, na cestu plné podřízenosti dramatu hudbě a v díle Meyerbeera dospěla k bezobsažnému a nedramatickému hudebnímu formalismu. Meyerbeerova hudba vyvolává v operním divákovi „účinek bez příčiny“. Operní melodie je melodií absolutní, jelikož nevychází z dramatu a slouží pouze hudební kráse. (Wagner takovou melodii v opeře kritizuje a později v tomto díle ji označuje za melodii instrumentální, přestože je uložena zpěvákovi.) V závěru úvodní části hledá Wagner podstatu hudby a nachází ji v rytmu a melodii, přičemž za přirozenou melodii označuje tu lidovou.
Druhá část se věnuje současnému stavu dramatu, které ve Wagnerově době marně spojuje podle autora protikladné vlivy románu a řeckého dramatu. Román jako látka pro soudobé drama je podle Wagnera popisný a nepřirozený. Přirozená nutnost člověka je v něm nahrazena nutností danou politickým státem. Pro člověka i pro umění je nutné zničení státu.
Drama se má stát zpodobením přirozeného mýtu, přičemž k dokonalosti ho dovede zesílení motivů, jehož lze dosáhnout řečí tónů, která navíc je schopna vyjádřit to, kde už poezie selhává.
Ve třetím díle se zabývá jednotlivými postupy, které má ideální umělecké dílo využívat. Zavrhuje rytmický zejména tradičně jambický verš a propaguje využívání jazykového akcentu, za vhodnou básnickou figuru pak vybírá Stabreim. Hudební melodie a harmonie se pak má přirozeně odvozovat od dramatu a od básníkova textu a vytvářet tzv. veršovou melodii. Význam harmonie, přirozeně z melodie vyplývající, posiluje role orchestru (Orchestr je „ovládnutý příval melodie sám. (...) je uskutečněná myšlenka harmonie v nejvyšší a nejživější pohyblivosti.“)
Orchestr má podle Wagnera schopnost „vyjádřit nevyslovitelné“. Prostřednictvím charakteristického hudebního motivu je možné zpřítomnit nepřítomné. Takový motiv, později Wagnerovými vykladateli označovaný jako leitmotiv, je podle Wagnera základním stavebním kamenem dramatu. Ideální umělecké dílo vzniká jako podřízení všech složek (kromě hudby a slova např. také herecké složky) dramatickému záměru a jejich souladem.

## Ohlas
Wagner se pokusil svou myšlenku hudebního dramatu realizovat zejména v operní tetralogii Prsten Niebelungů, nicméně již od později komponovaných částí tetralogie se od striktních regulí vepsaných do spisu Opera a drama vzdaluje.
Proti Wagnerově myšlence podřízení hudby dramatu, někdy dobově ne zcela výstižně interpretované jako podřízení hudby slovu, vystoupil zejména Eduard Hanslick. O sloučení obou hledisek – Hanslickova hudebního formalismu i Wagnerova pojetí hudebního dramatu se pokusil např. Otakar Hostinský ve své disertaci Hudební krásno a souborné umělecké dílo z hlediska formální estetiky z roku 1877.
Sám Wagner své názory později částečně přehodnotil pod vlivem estetiky Arthura Schopenhauera.
Richard Strauss nazval dílo „knihou všech knih o hudbě“[zdroj?] a „snad nejvýznamnějším vědeckým dílem světových dějin“.